# Convenção de Constantinopla
A Convenção de Constantinopla é um tratado internacional assinado em 29 de outubro de 1888 pela Grã-Bretanha, França, Alemanha, Rússia, Turquia, Áustria-Hungria, Espanha, Holanda e Itália, na cidade de Constantinopla em que foi estabelecido o uso livre da passagem do Canal de Suez, tanto em tempo de paz e como de guerra e a todos os tipos de navios, foi proibido o bloqueio do canal ou da área ao redor da mesma que estava sujeita a ele.
Para atingir seu objetivo foi estabelecido que o Canal de Suez não poderia ser zona de guerra, nem zona de segurança estabelecida três milhas ao seu redor. O canal passou a ser desmilitarizado e suas fortificações tinham que ser eliminadas e, em nenhum caso, deveria permitir a construção de novos edifícios militares.
Em 1882, a Grã-Bretanha havia recentemente adquirido o controle físico sobre o Canal de Suez e do Egito, após sua invasão ao país. A França, que havia dominado o Canal e ainda controlava parte das ações da Companhia do Canal de Suez, esperava enfraquecer o controle britânico e tentou influenciar a opinião pública europeia a favor da internacionalização do Canal. As duas potências ficaram comprometidas por neutralizar o canal pelo presente Tratado.
As razões para o estabelecimento do tratado nascem em 1854, quando é dada a Ferdinand de Lesseps uma concessão para a construção do Canal pelos franceses. Os contratos entre a Companhia Universal do Canal de Suez e o Quedivato do Egito (sob o Império Otomano), previam o uso comercial, mas não bélico, um acordo que tomou forma em 1866. Durante a Guerra russo-turca de 1877–1878, o Império Britânico (o maior acionista da Companhia Universal do Canal de Suez) temia um bloqueio de canal, que iria interromper suas comunicações com a Índia. Embora as partes em conflito manifestaram ao Reino Unido a sua vontade de não usar bloqueio do canal como uma arma de guerra, tanto este país como a França, em 1885, iniciaram conversações para alcançar um acordo internacional que defina o estatuto definitivo. Assim, em 1887, ambos os países assinaram um acordo que, em suma, é convertido com poucas variações na Convenção de Constantinopla.
Os signatários incluíram todas as grandes potências europeias da época, e o tratado foi interpretado como um direito garantido de passagem de todos os navios pelo Canal de Suez durante guerra e a paz.
O Artigo I, garantia a passagem a todos os navios durante a guerra e a paz estava em tensão com o Artigo X, que permitia ao Quediva tomar medidas para "a defesa do Egito e à manutenção da ordem pública". Esta última foi utilizada para defender as suas ações pelos ingleses na Segunda Guerra Mundial e pelo Egito contra os navios de Israel depois de 1948.
Em 5 de agosto de 1914, no início da Primeira Guerra Mundial, o Egito declarou que o canal estaria aberto aos navios de todas as nações, mas a Grã-Bretanha converteu sua ocupação em um protetorado britânico, e proibiu o acesso ao Canal a navios inimigos. Citando a segurança do Canal, a Grã-Bretanha tentou manter as suas prerrogativas em declarações unilaterais.